# Christian Götz (Basketballspieler)
Christian Stefan Götz (* 19. Februar 1988 in Würzburg) ist ein ehemaliger deutscher Basketballspieler.

## Werdegang
Götz gelang 2003 der Sprung vom Nachwuchs der DJK Würzburg in das Bundesliga-Aufgebot von TSK Würzburg. Der 1,88 Meter große Aufbauspieler war zu diesem Zeitpunkt erst 15 Jahre alt. Er spielte weiterhin auch in der Jugend sowie für die Herrenmannschaft von DJK Würzburg (2. Regionalliga), deren bester Korbschütze er 2003/04 mit 17,8 Punkten je Begegnung war. Im europäischen Vereinswettbewerb FIBA Europe Cup kamen im Herbst 2003 zwei Einsätze im Berufsbasketball hinzu. 2004 stand Götz im erweiterten Aufgebot der deutschen U16-Nationalmannschaft. Sein einziges Spiel in der Basketball-Bundesliga bestritt er für die Würzburger Mitte Februar 2005. Bei der DJK Würzburg war Götz weiterhin Leistungsträger, erhöhte seinen Punkteschnitt in der 2. Regionalliga im Spieljahr 2004/05 auf 20,9 je Begegnung. Zur Saison 2005/06 schloss sich Götz dem in der 2. Bundesliga antretenden und als Nachwuchsfördermannschaft aufgebauten USC Mainfranken an. Dort wurde er von Holger Geschwindner und Nicolas Wucherer angeleitet.
In Folge einer schweren Verletzung spielte Götz zunächst beim Bezirksligisten SC Heuchelhof, zur Saison 2008/09 wechselte er zum Regionalligisten FC Baunach. 2009 verließ er Baunach wieder. 2009/10 sowie 2011/12 spielte Götz für TTL Bamberg in der 2. Regionalliga, ab 2011 in derselben Liga für den SC Heuchelhof. Später war er Mitglied der Mannschaft der TG Veitshöchheim.